# Солокия (река)
Соло́кия — река в Польше и на Украине, левобережный приток Западного Буга. Длина реки — 71 км, площадь водосборного бассейна — 939 км².
Течёт через Расточье и Надбужанскую котловину. Бассейн Солокии в значительной мере заболоченный. Солокия протекает через города: Угнев, Белз и Шептицкий. На территории Шептицкого она впадает в реку Западный Буг.
Когда-то это было живописная река с очень чистой водой и красивыми извилистыми берегами, известная, в качестве отличного места для отдыха и охоты. Значительными были и запасы рыбы. В период охоты на пернатых Угнев становился «Меккой» для охотников. В результате мелиорации река превратилась фактически в магистральный мелиоративный канал.
На реке Солокие, в Угневе сохранилась речная мельница.
Приток — река Речица.